# Lupa Capitolina

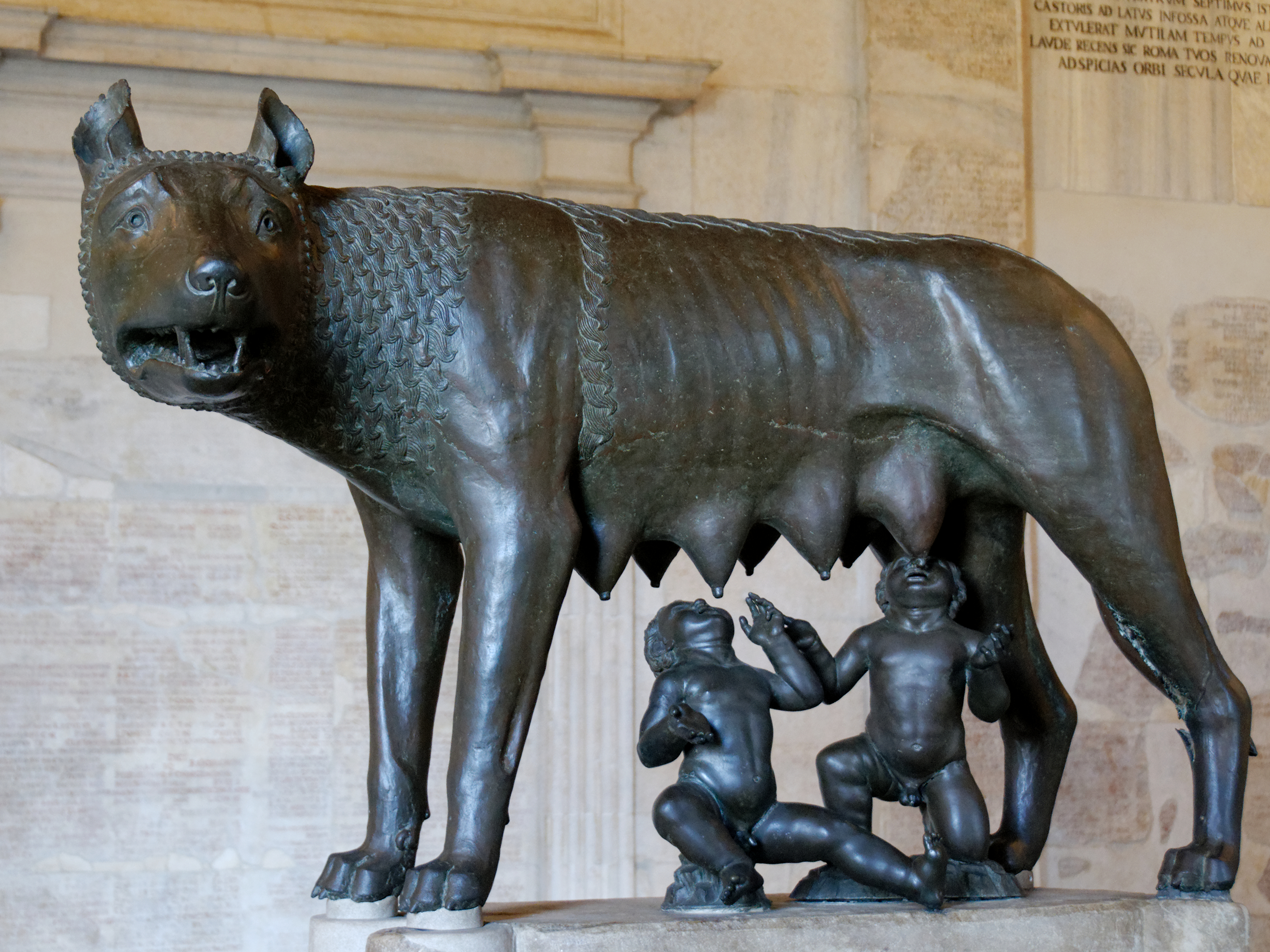
Statuia în vechiul amplasament. Actualmente se află în Exedra lui Marcus Aurelius din Muzeele Capitoline

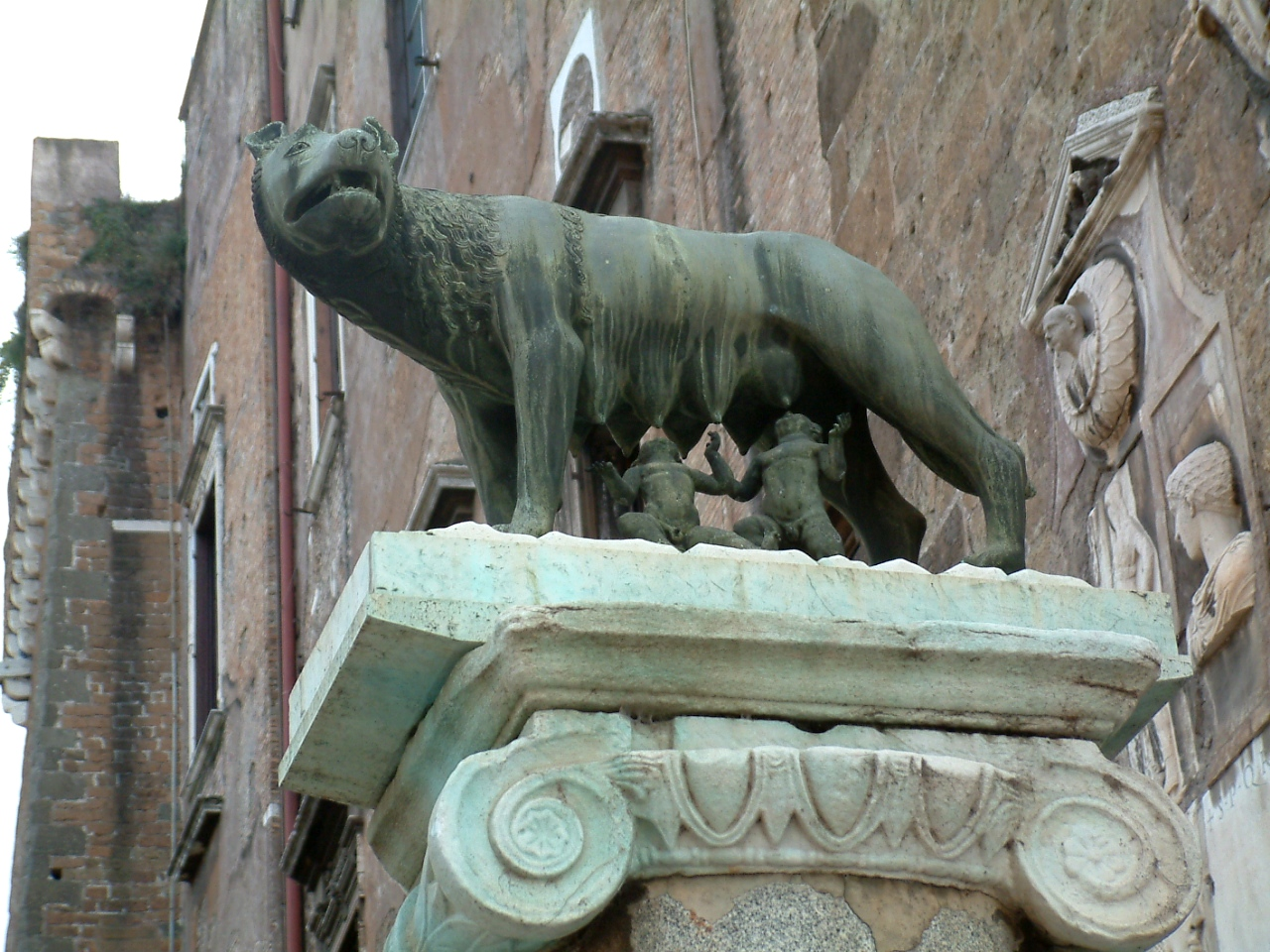
Copie după Lupa Capitolina în aer liber, adiacentă Palatului Senatorial

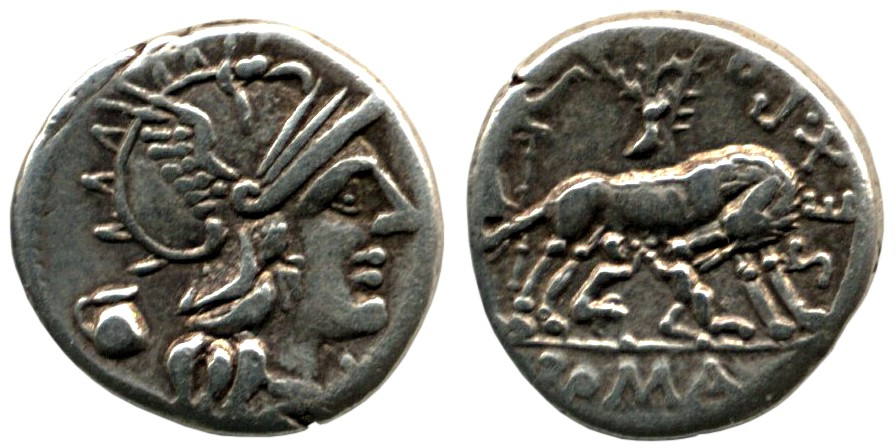
Un denar emis sub Sextus Pompeius, c. 137 î.Hr. avers: capul Romei (alegorie), spre dreapta, cu un ulcior în spatele ei; revers: SEX•POM•FOSTLVS, Lupa Capitolina, cu capul întors spre gemeni, sub smochinul rumonal (pe care sunt păsări) și lângă ciobanul Faustulus; în exergă, ROMA.

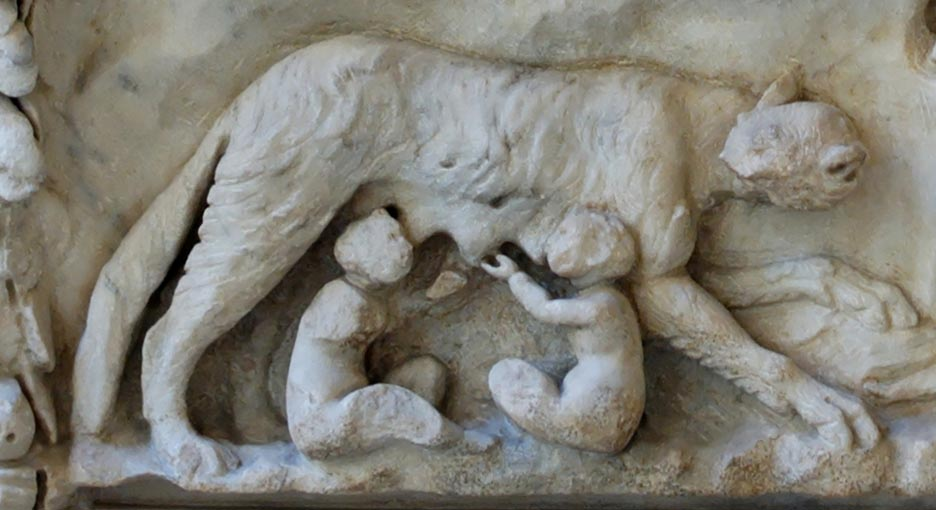
Lupa Capitolina de pe templul lui Marte și Venus din Piazzale delle Corporazioni din Ostia, acum la muzeul din Palazzo Massimo.

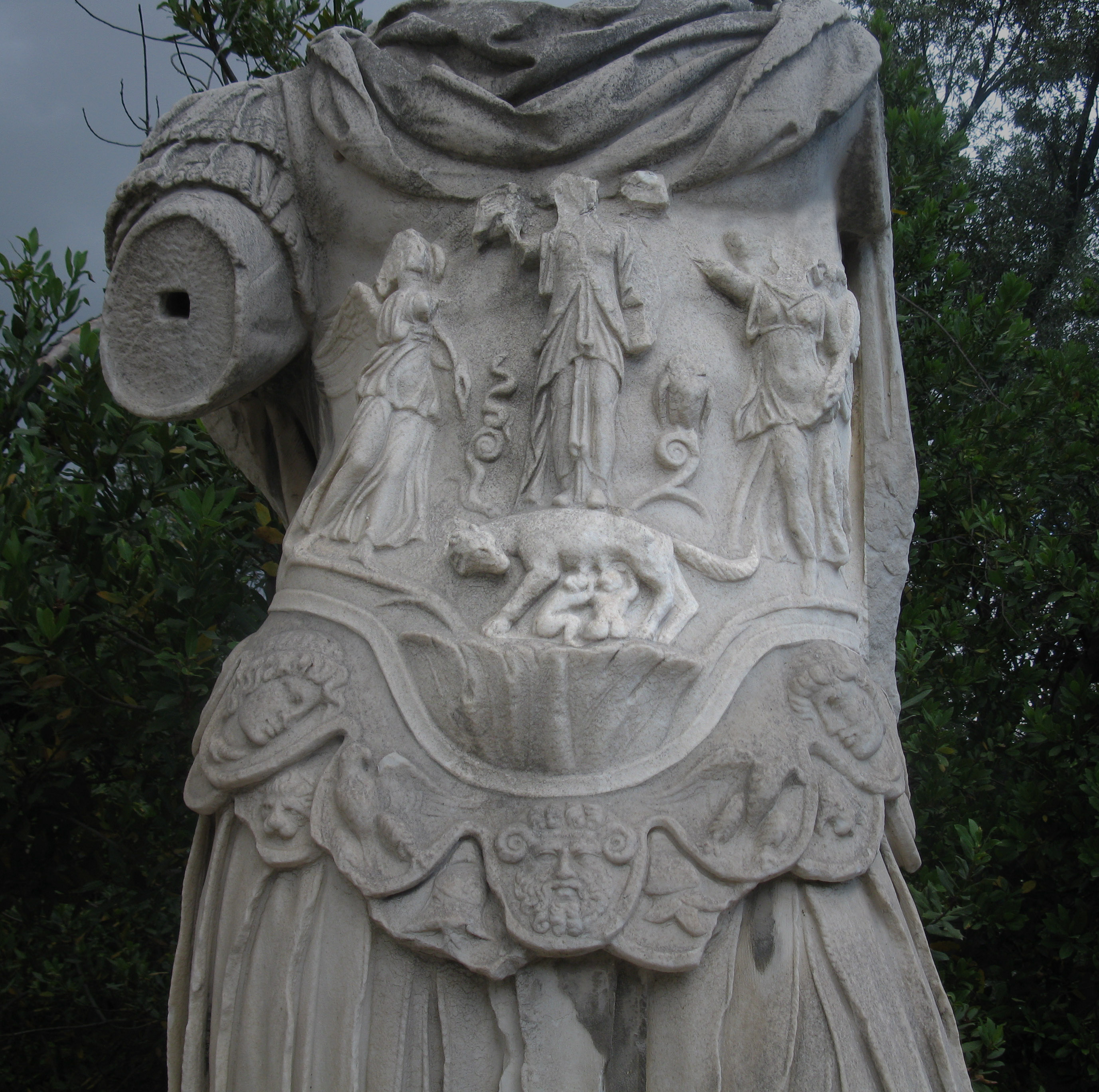
Lupa Capitolina de pe bustul roman din Agora Atenei antice: ca și lupoaica de pe dinar și cea din Ostia, avea capul întors spre gemeni.

Lupa Capitolina (în italiană Lupoaica de pe Capitol), denumită și Lupa romana, este o statuie de bronz etruscă, turnată probabil în secolul al V-lea î.Hr., undeva pe valea fluviului Tibru. Originalul este păstrat în Muzeele Capitoline din Roma. O copie este expusă în aer liber în Piața Del Campidoglio, alte duplicate fiind plasate în mai multe țări din lume.

## Generalități
Statuia a fost amplasată la Roma încă din Antichitate. Monumentul reprezintă o lupoaică de dimensiuni aproximativ reale (75 cm înălțime și 114 cm lungime), la care sug cei doi copii, ce îi reprezintă pe frații gemeni Romulus și Remus, întemeietorii legendari ai Romei, concepuți, conform tradiției, în urma unei legături dintre zeul Marte și o vestală virgină, Rhea Silvia.
În cartea a opta din Eneida, Publius Vergilius Maro (70-19 î.Hr.) a descris cum un fulger a lovit și deteriorat picioarele din spate ale statuii lupoaicei.
Intrată în colecțiile Vaticanului, statuia lupoaicei i-a fost restituită orașului Roma în 1471 d.Hr., de Papa Sixtus al IV-lea.
Prima datare a turnării lupoaicei, presupusă în anii 500-480 î.Hr., a fost făcută după analize stilistice. S-a emis și ipoteza că turnarea s-a făcut în secolul al VI-lea e.n. de sculptorul etrusc Vulca din Veii. Cei doi copii sugând sunt însă mult mai recenți, deși Lupoaica cu cei doi copii a fost și simbolul Legiunii a VI-a romane (Legio VI Ferrata Fidelas Constans, înfiițată de Iuliu Cezar în anul 52 î.Hr. și despre care ultima mențiune datează din anul 215 d.Hr.). Se presupune că cei doi prunci originali au dispărut, actualii Romulus și Remus fiind probabil o operă a sculptorului Antonio del Pollaiuolo (1429-1498). Procedeul de turnare a copiilor este similar cu cel de turnare a armurilor, folosit într-un atelier din Ferrara faimos la sfârșitul secolului al XV-lea.
În anul 2006, istoricul de artă italian Anna Maria Carruba și etruscologul Adriano La Regina au contestat datarea tradițională a însăși Lupoaicei și, pe baza analizei tehnicii turnării, au emis ipoteza că statuia a fost turnată, de fapt, în Evul Mediu târziu. S-au bazat pe faptul că în figurile antice (basoreliefuri, mozaicuri, monede) lupoaica apare totdeauna cu botul întors spre cei doi copii, și pe lucrările de restaurare din 1997 executate de Anna Maria Carruba, când acesta a constatat că pentru turnarea actualei statui s-a folosit procedeul în ceară pierdută, aplicat în Evul Mediu pentru turnarea dintr-o singură bucată, în timp ce în Antichitate se folosea metoda turnării pe bucăți, urmată de asamblarea acestora. Este așadar posibil ca statuia originală etruscă să fi fost în totalitate pierdută, Lupoaica fiind refăcută în Evul Mediu, iar Romulus și Remus fiind adăugați în timpul Renașterii, spre a ilustra legenda întemeierii Romei.

## România
Pentru a omagia originea latină a poporului român, între anii 1906 și 1926 Statul italian a făcut cadou României următoarele duplicate ale statuii Lupa capitolina din Roma (ordonare cronologică):
| Duplicate ale statuii „Lupa Capitolina” din Roma dăruite de Statul italian României | Duplicate ale statuii „Lupa Capitolina” din Roma dăruite de Statul italian României | Duplicate ale statuii „Lupa Capitolina” din Roma dăruite de Statul italian României | Duplicate ale statuii „Lupa Capitolina” din Roma dăruite de Statul italian României                                                                  |
| Orașul                                                                              | Data                                                                                | Motivul politic                                                                     | Observații |
| ----------------------------------------------------------------------------------- | ----------------------------------------------------------------------------------- | ----------------------------------------------------------------------------------- | --- |
| București                                                                           | 7 septembrie 1906                                                                   | 25 ani de domnie a Regelui Carol I și 1.800 ani de la cucerirea romană a Daciei     | Mutată de mai multe ori în interiorul municipiului București; situată, acum, pe amplasamentul inițial din Piața Sf. Gheorghe.                        |
| Cluj                                                                                | 28 septembrie 1921                                                                  | Unirea Transilvaniei cu România                                                     | Mutată de pe locul original. În timpul cedării Ardealului de Nord (1940-1944) la horthyști, transferată temporar (din motive de siguranță) la Sibiu. |
| Chișinău                                                                            | 1921                                                                                | Comunitatea etnică neolatină                                                        | Distrusă, apoi înlocuită de o replică |
| Târgu Mureș                                                                         | 1924                                                                                | Comunitatea etnică neolatină                                                        | Mutată la Turda în 1940 și restituită în 1991. |
| Timișoara                                                                           | 23 aprilie 1926                                                                     | Comunitatea etnică neolatină                                                        | Este amplasată în centrul orașului, în piața dintre Operă și Catedrala ortodoxă.                                                                     |

Statuia Lupoaicei din Chișinău, topită de sovietici în 1940, a fost ulterior, o dată cu procesul de destrămare a URSS, înlocuită de replici oferite de „Liga Culturală pentru Unitatea Românilor de Pretutindeni”. Cea de-a doua copie a statuii a fost instalată în fața „Muzeului de Istorie a Republicii Moldova” din Chișinău la 1 decembrie 2009.
În afara celor 5 statui cu Lupa Capitolina primite cadou din partea statului italian, în România au mai fost instalate în următoarele orașe și sate replici (confecționate în România) după statuia Lupa Capitolină: Alba Iulia, Blaj, Brad, Brașov, Constanța, Cristeștii Ciceului, Dej, Galați, Iernut, Leșu, Luduș, Maieru, Năsăud, Săcele, Satu Mare, Sighișoara, Reghin, Târgu Mureș, Târnăveni, Toplița, Turda, Zalău.
Statuia Lupoaicei din București este, după Robert Bălan, cea mai nomadă dintre toate statuile lupoaicei și dintre toate statuile capitalei, soartă ciudată pentru un asemenea simbol identitar al poporului Român, ea fiind mutată nu mai puțin de șase ori (în 1906, 1908, 1931, 1965, 1997 și 2010) și de mai multe ori furată (parțial: Romulus sau Remus, sau în totalitate) apoi regăsită. Dispărea periodic și „pentru întreținere”.

### Detalii
Detalii istorice asupra unora dintre „Statuile Lupoaicei”:
Primite de la Roma
- Statuia Lupoaicei din București
- Statuia Lupa Capitolina din Cluj
- Statuia Lupoaicei din Chișinău
- Statuia Lupoaicei din Timișoara
- Statuia Lupoaicei din Târgu Mureș

Confecționate în România
- Statuia Lupoaicei din Alba Iulia
- Statuia Lupoaicei din Brașov
- Statuia Lupoaicei din Constanța
- Statuia Lupoaicei din Dej
- Statuia Lupoaicei din Galați
- Statuia Lupoaicei din Luduș
- Statuia Lupa Capitolina din Satu Mare
- Statuia Lupoaicei din Sighișoara
- Statuia Lupoaicei din Reghin
- Statuia Lupoaicei din Târgu Mureș
- Statuia Lupoaicei din Târnăveni
- Statuia Lupa Capitolina din Toplița
- Statuia Lupa Capitolina din Turda

### Galerie de imagini

Blaj
București
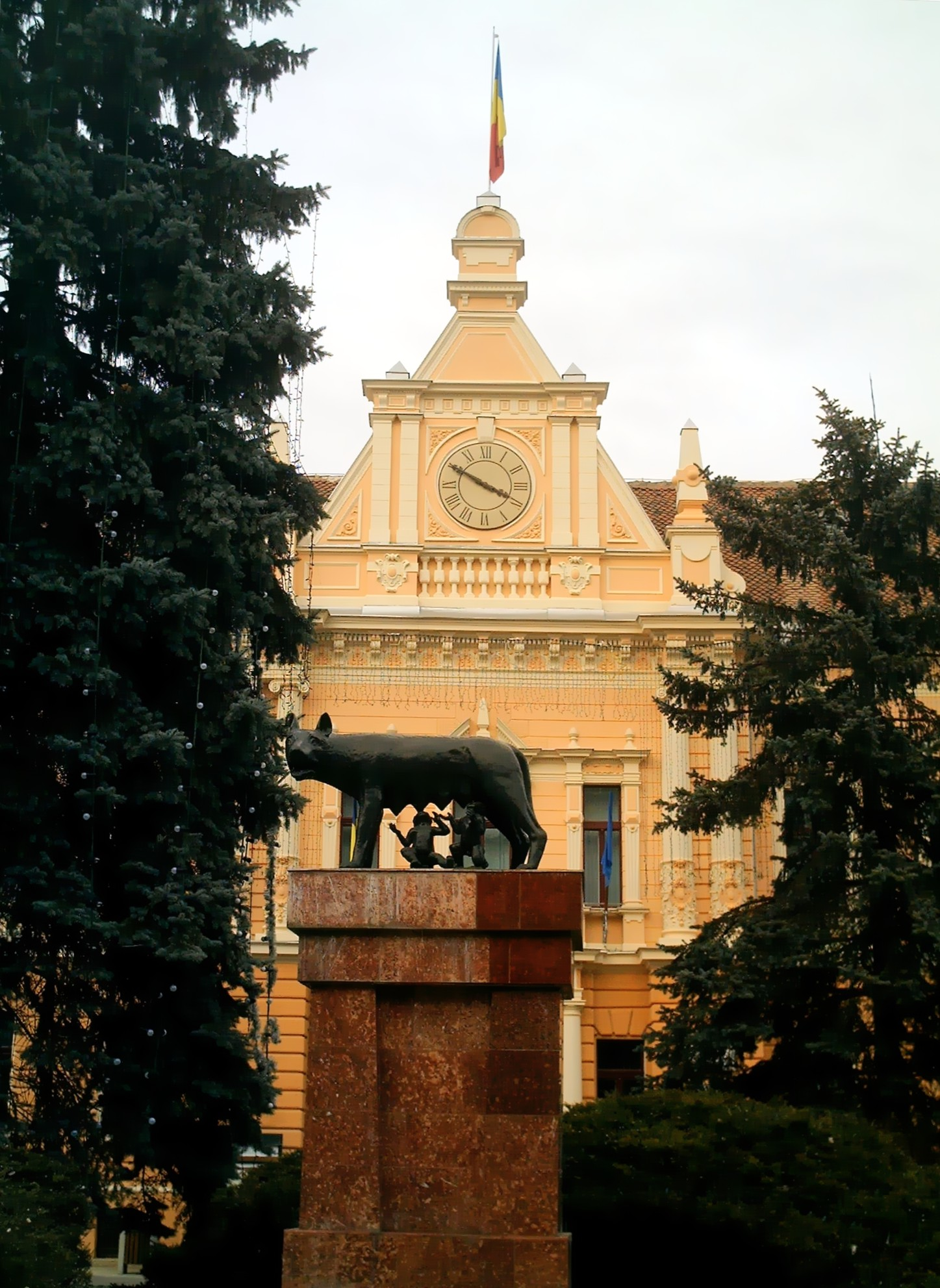
Brașov
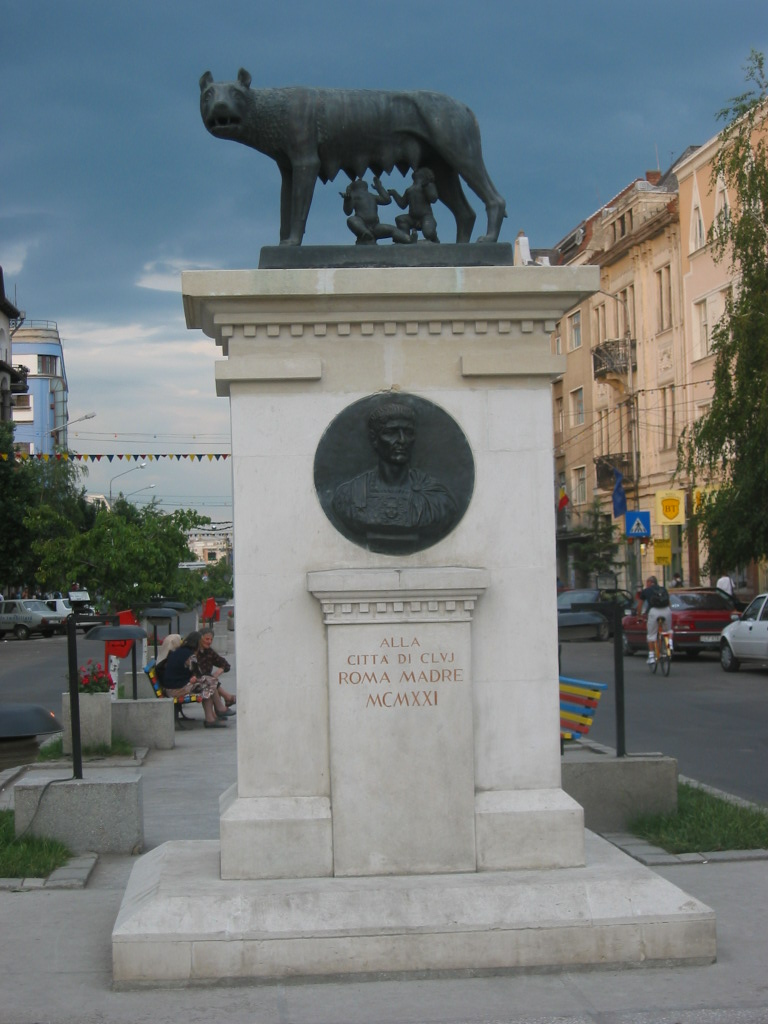
Cluj (imagine istorică)
Târgu Mureș
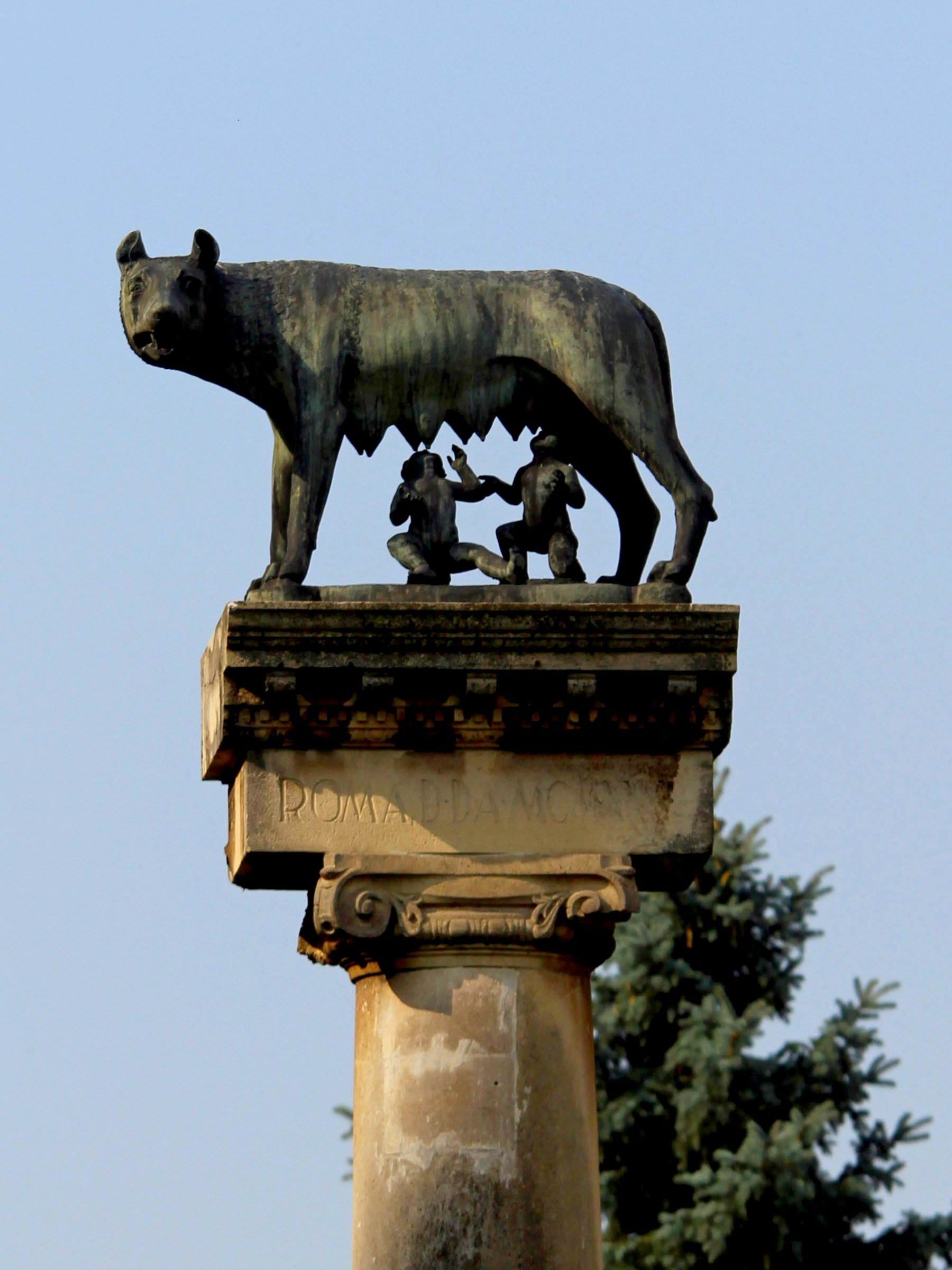
Timișoara
Constanța
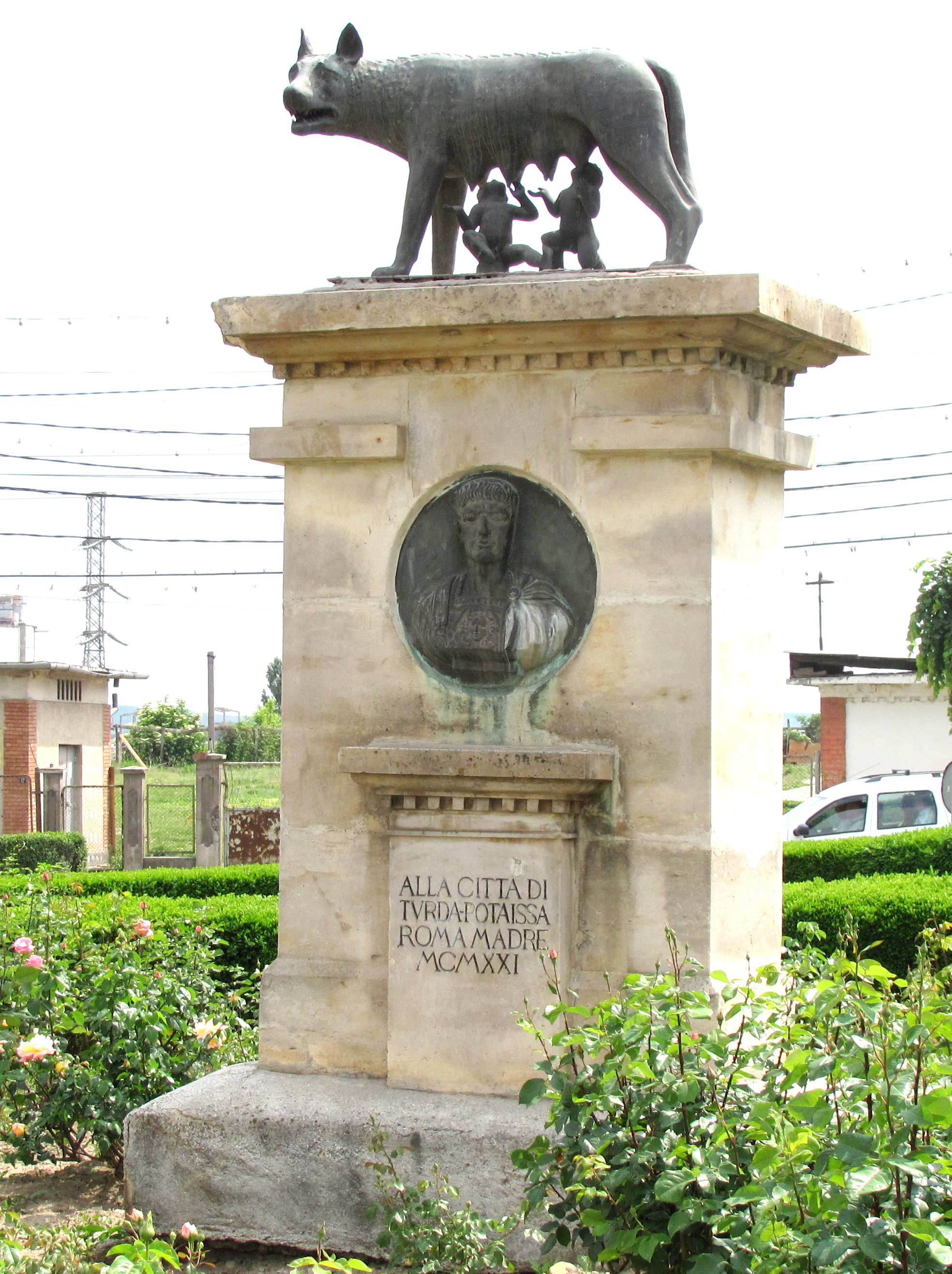
Turda
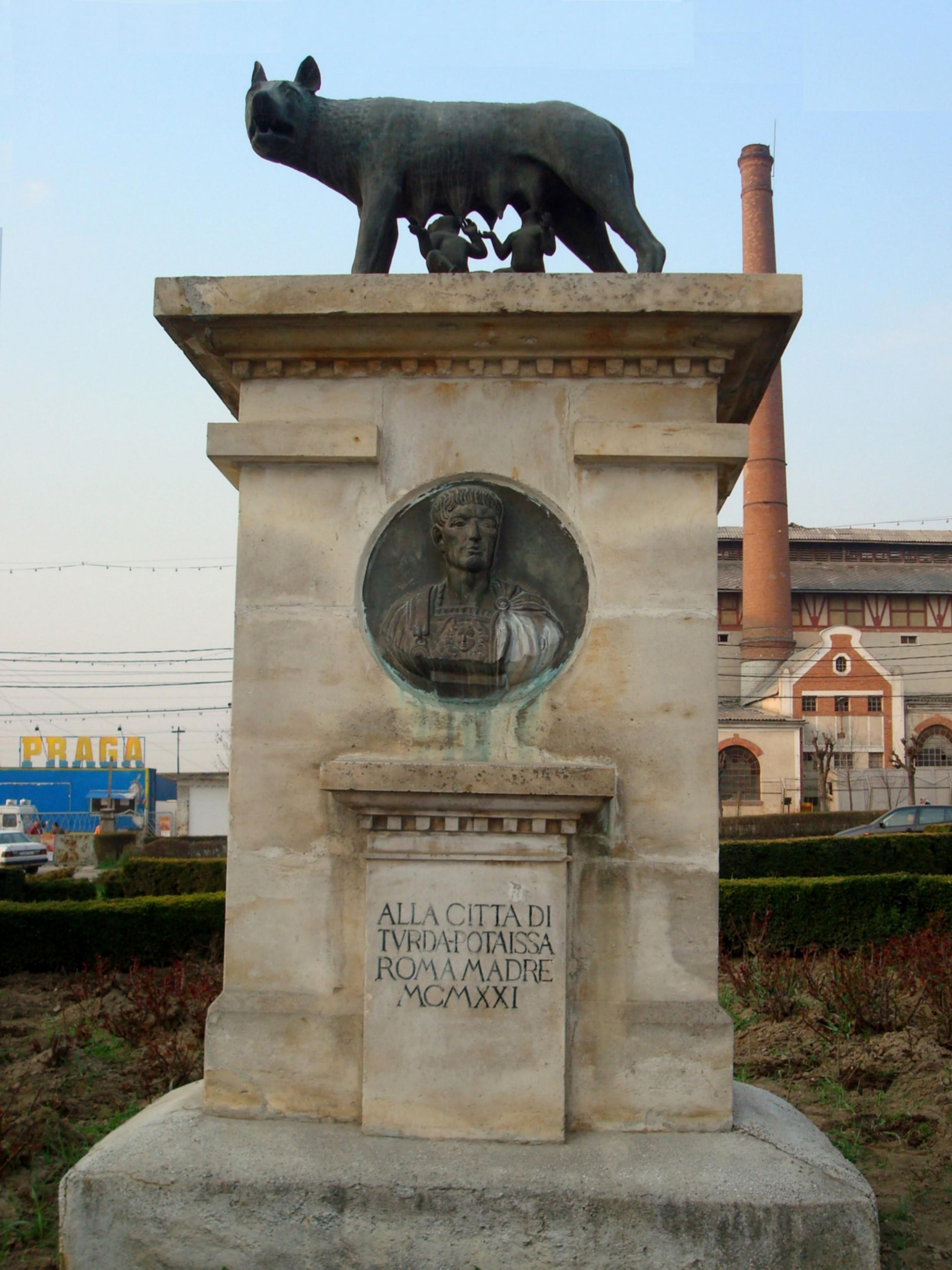
Galați
Satu Mare
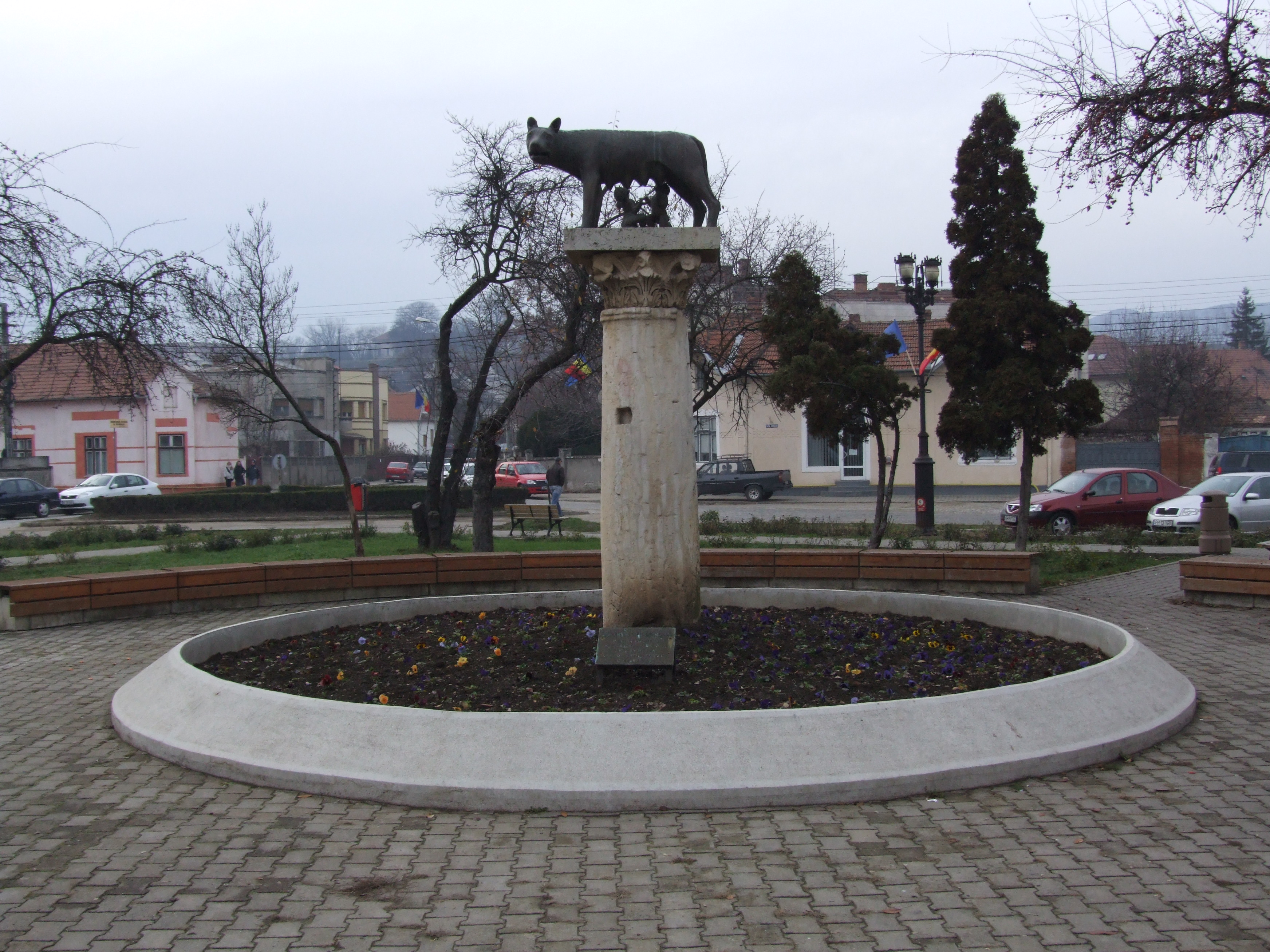
Alba Iulia
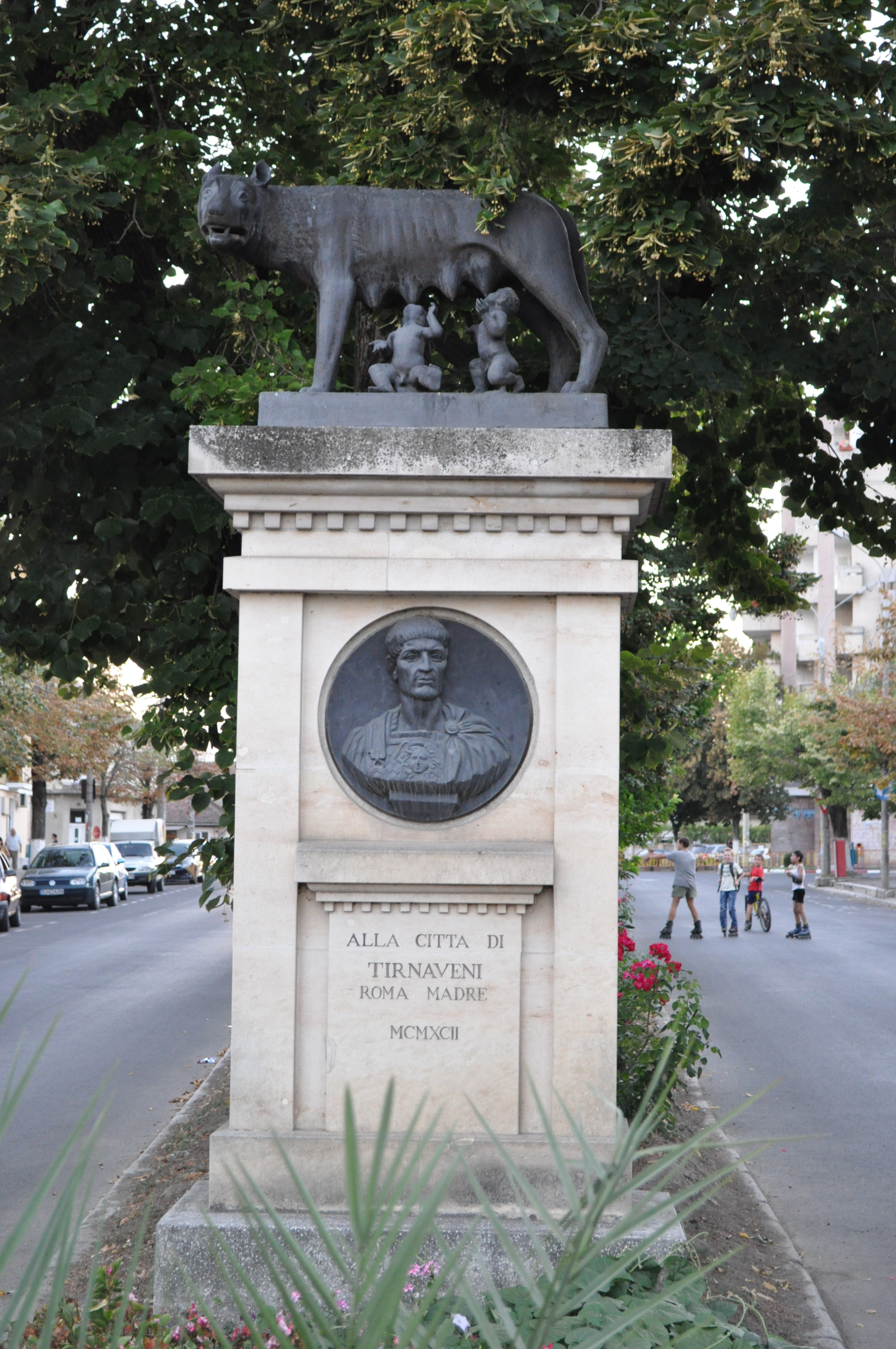
Târnăveni
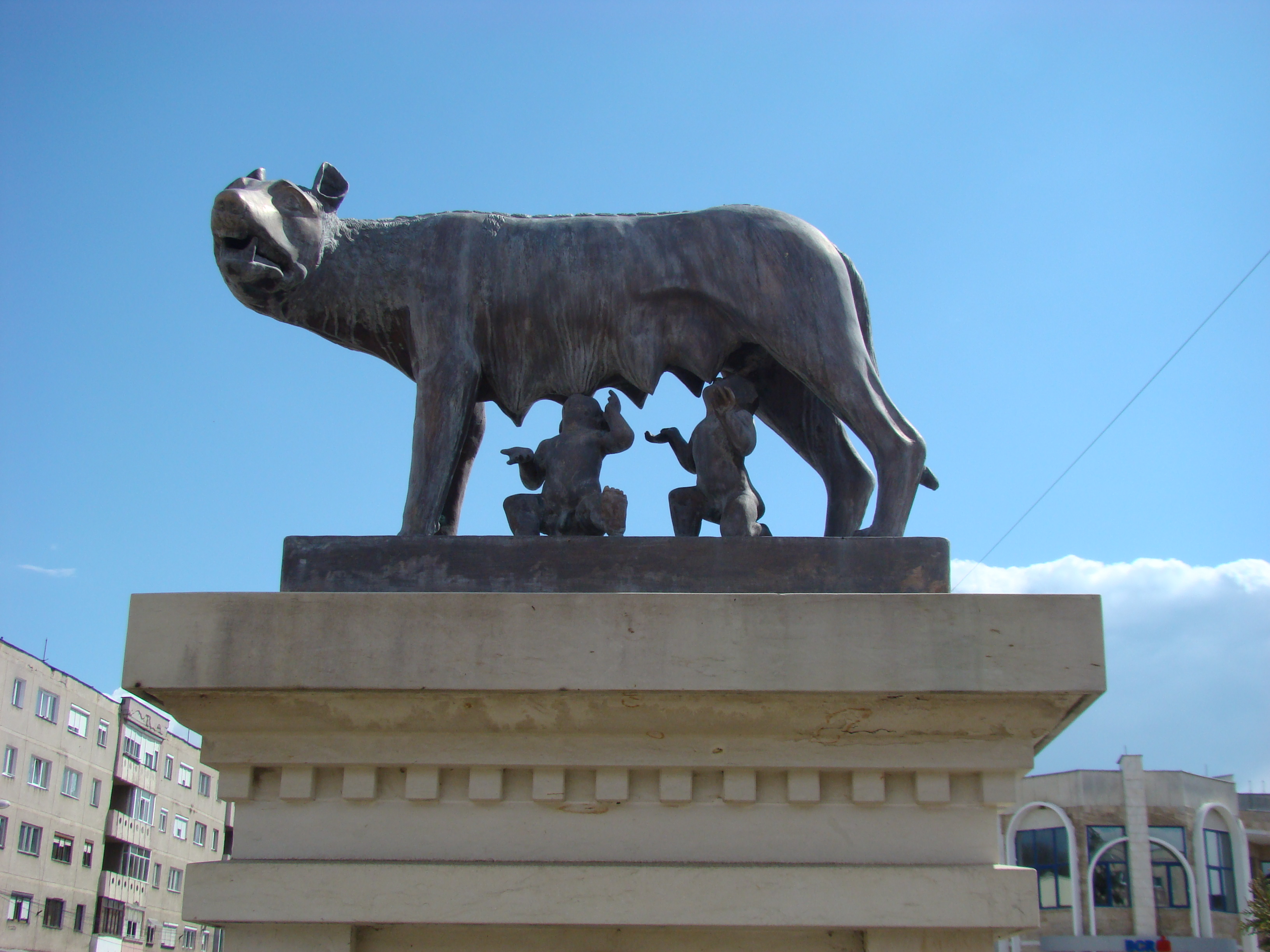
Brad
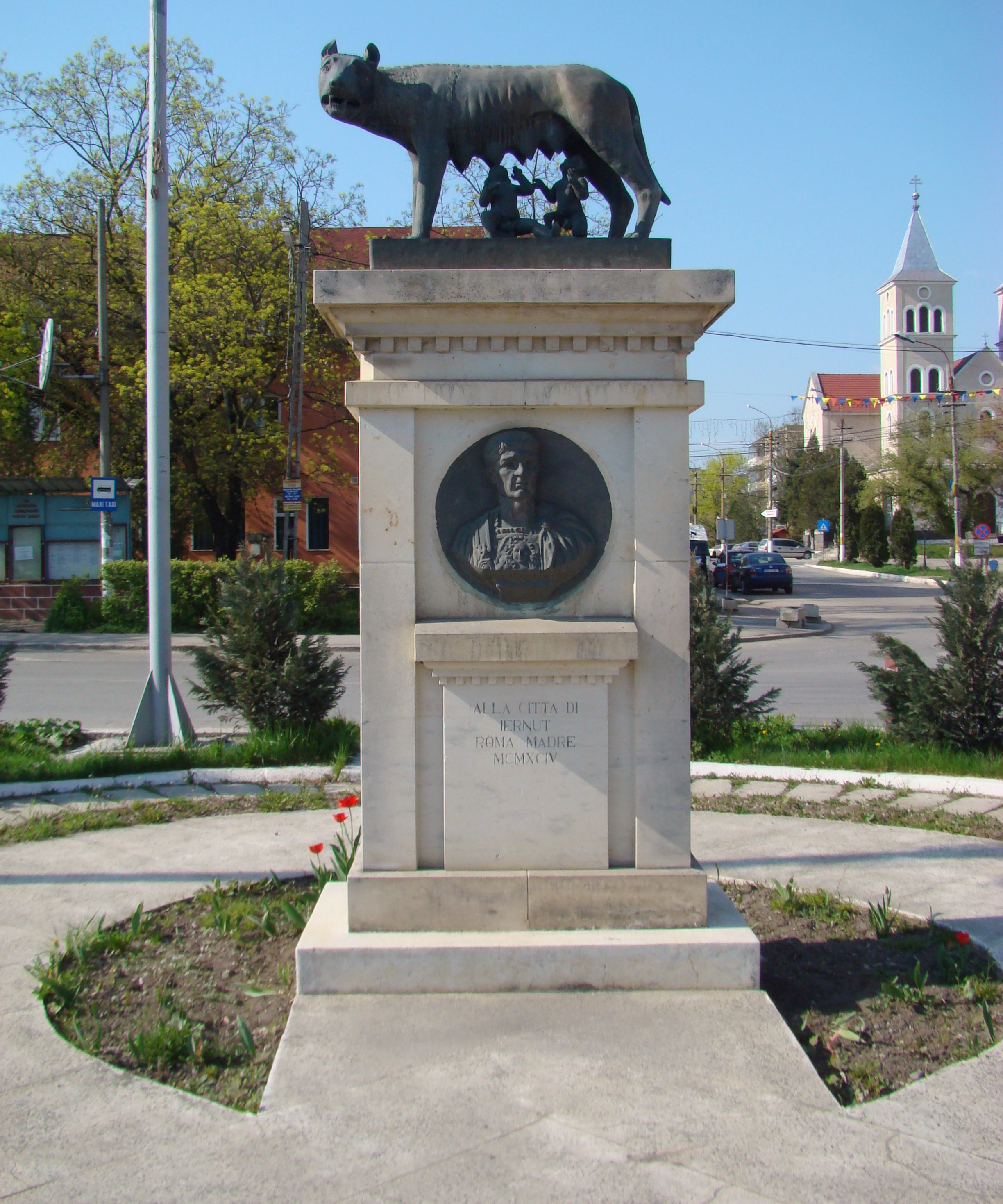
Iernut
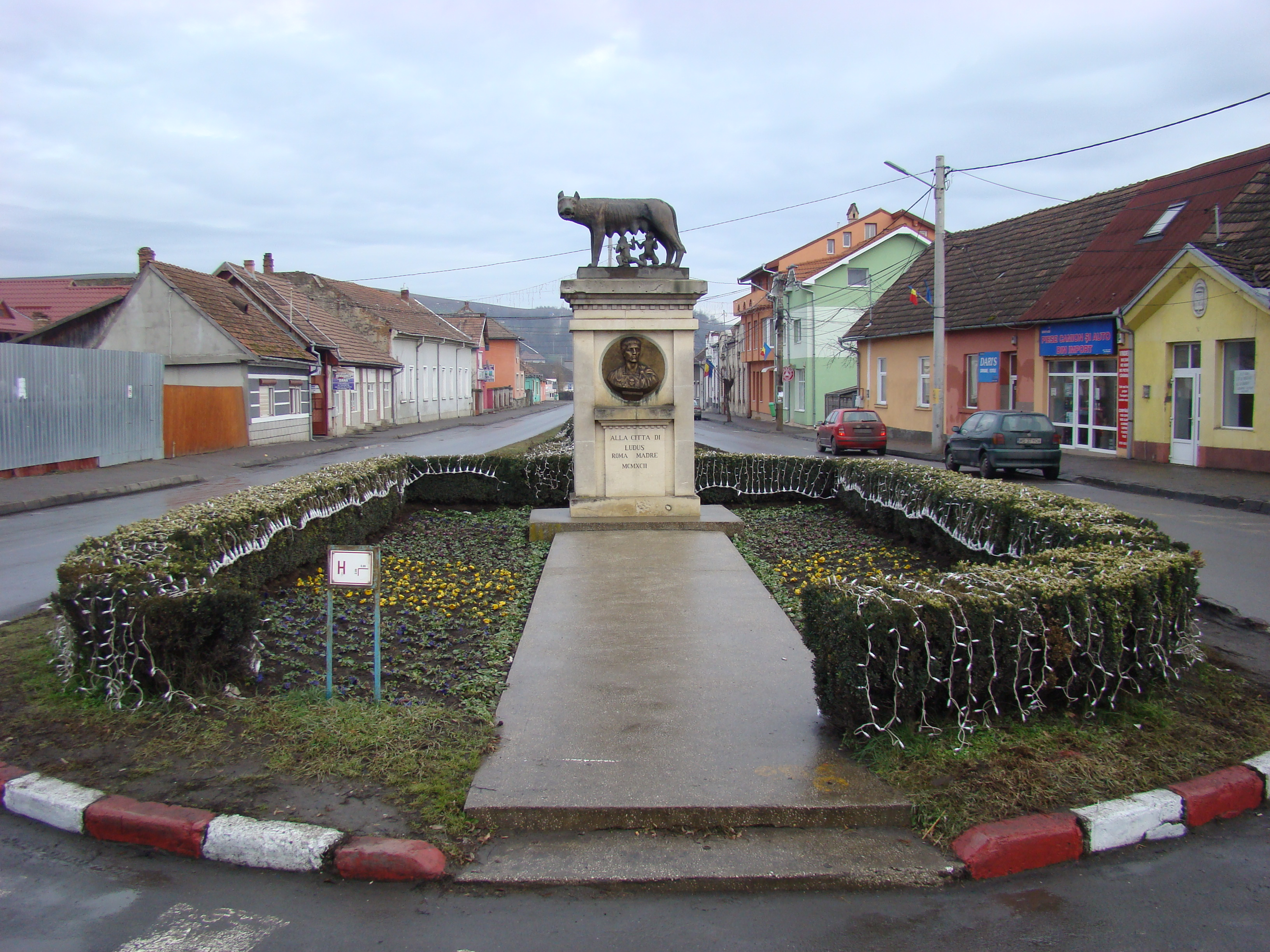
Luduș
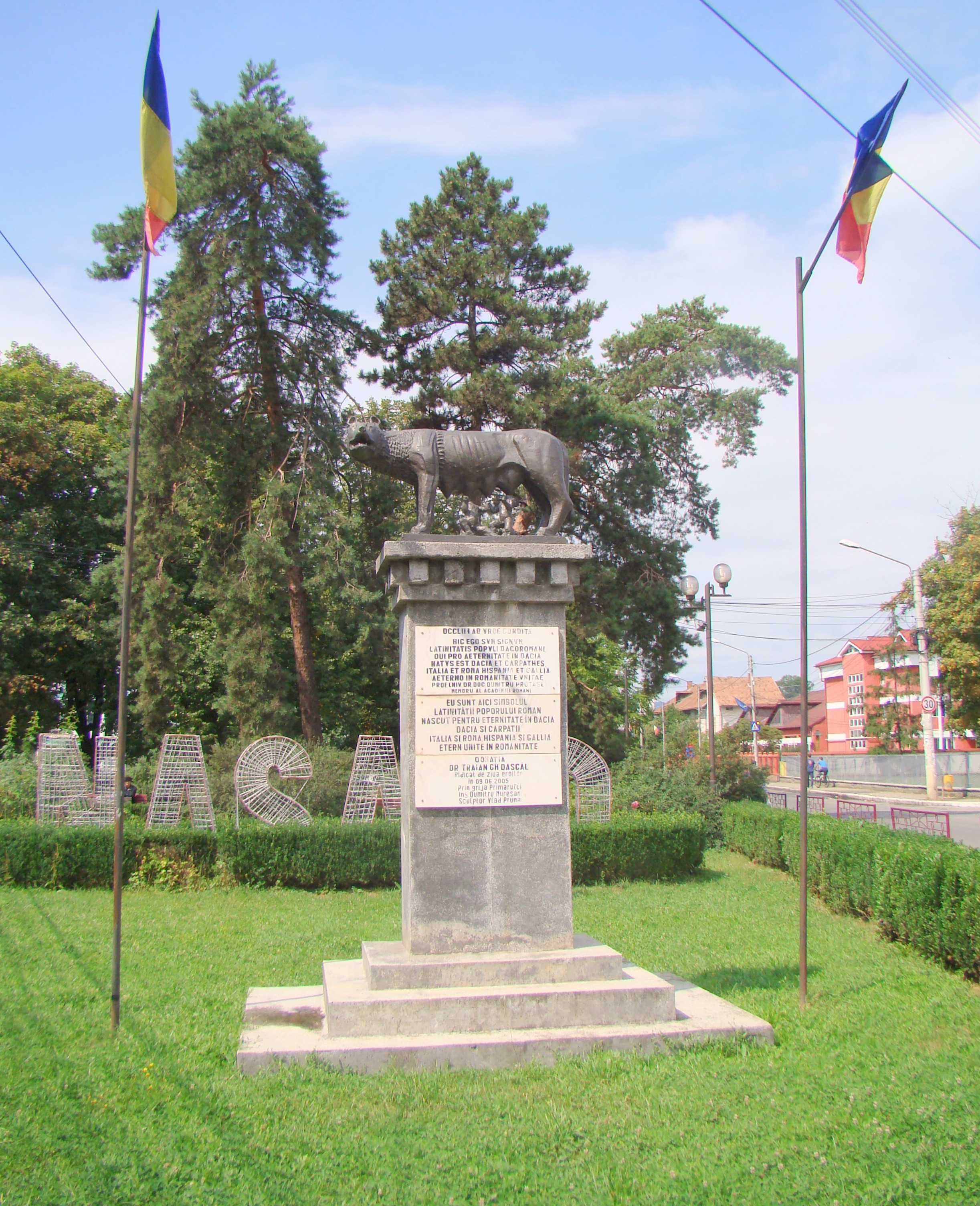
Năsăud
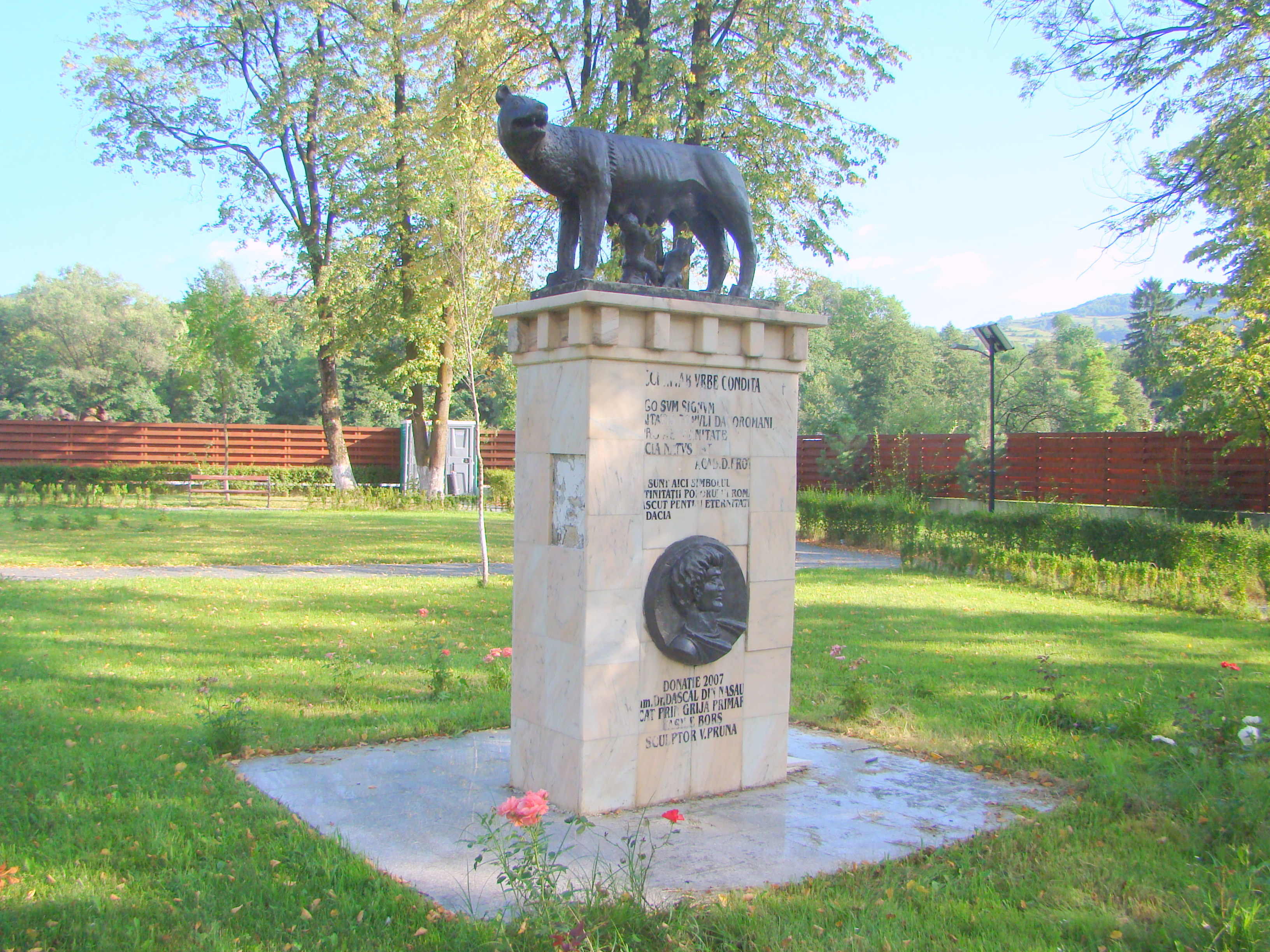
Maieru
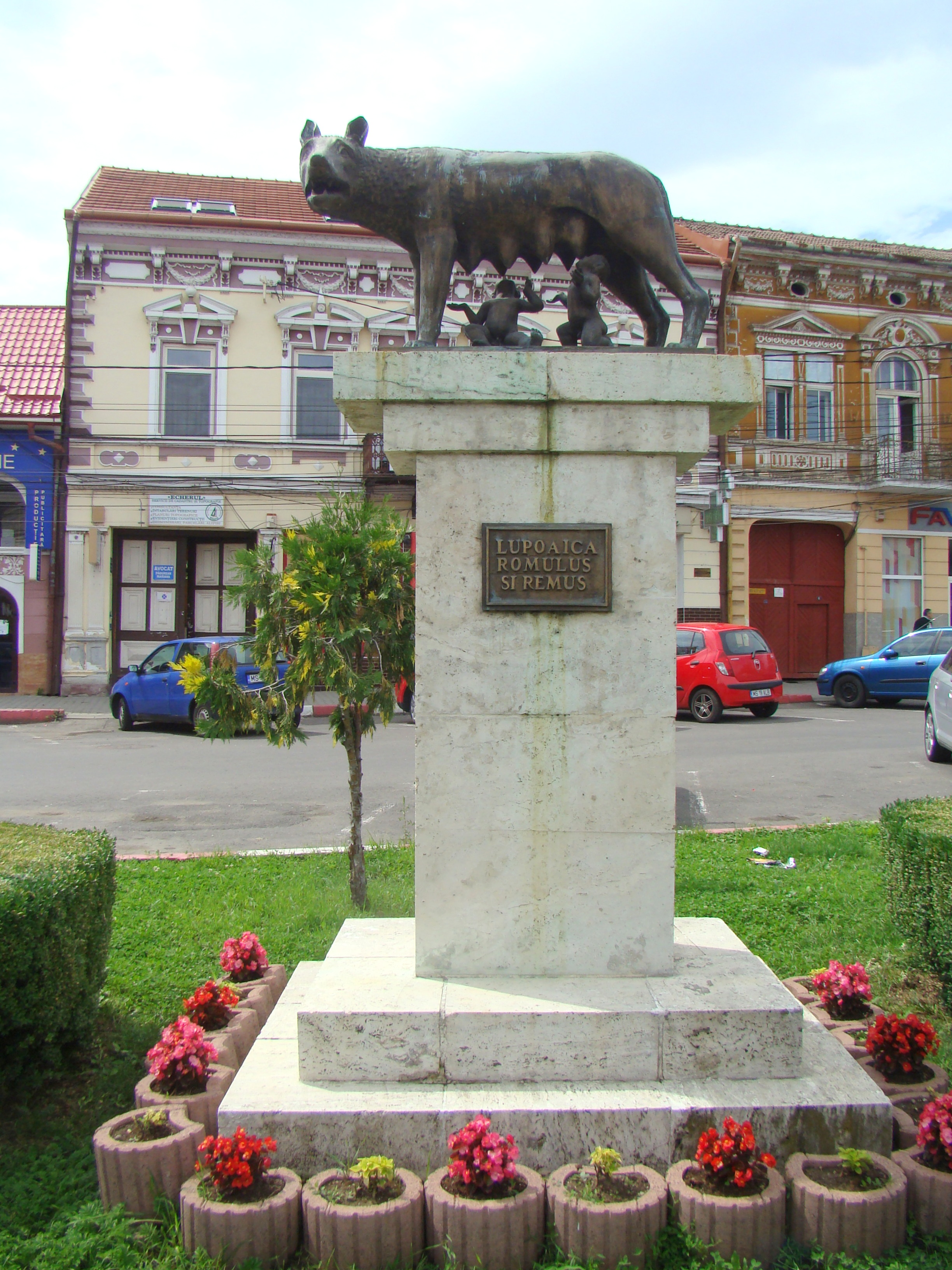
Reghin
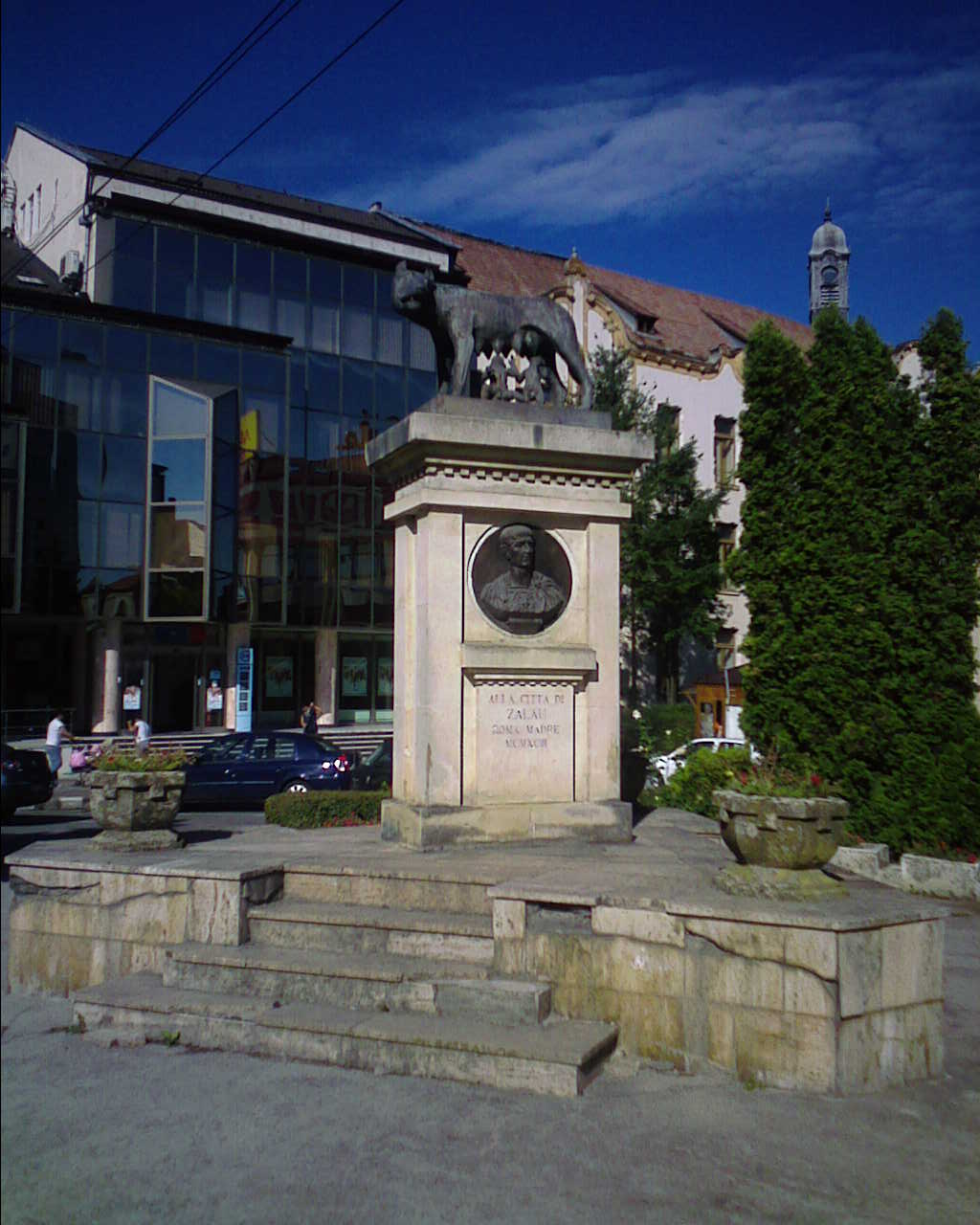
Zalău
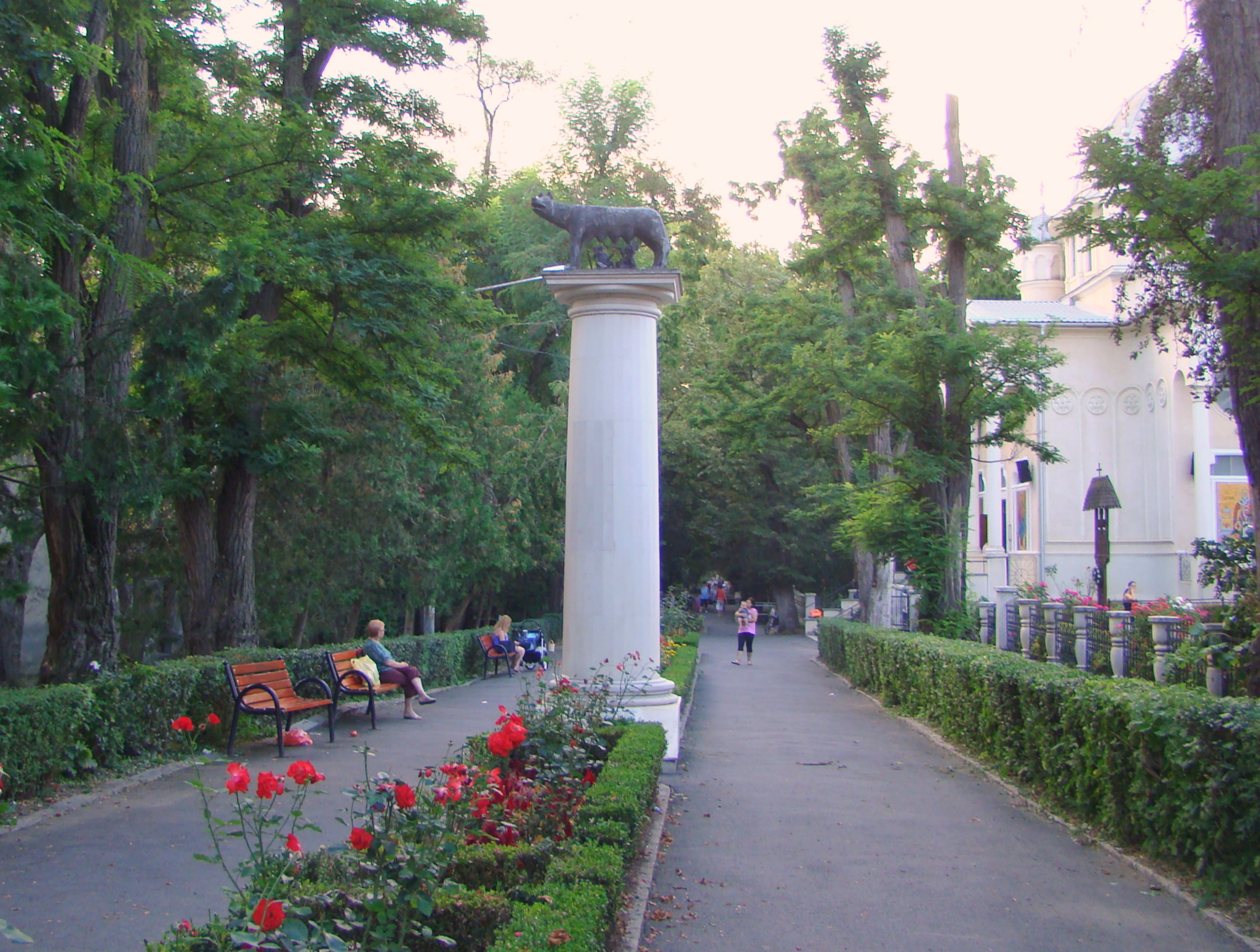
Gherla

## Republica Moldova
Pentru a aminti originea romanică a populației băștinașe din Basarabia, în 1921 municipalitatea orașului Roma a oferit municipiului Chișinău o copie a statuii Lupa capitolina realizată de sculptorul Ettore Ferrari. Statuia a fost instalată în fața clădirii în care „Sfatul Țării” a votat unirea cu România (clădire care a devenit în 1933 sediul „Facultății de Științe Agricole”).
O dată cu invazia sovietică, statuia a fost topită de către cotropitori, care o socoteau simbol al fascismului italian și al imperialismului român.

Chișinău

La 1 Decembrie 1990, „Liga Culturală pentru Unitatea Românilor de Pretutindeni” a realizat o replică a statuii, pe care a dăruit-o noului stat, de aceeași obârșie latină. Statuia a fost instalată în fața „Muzeului de Istorie a Republicii Moldova” din Chișinău.
Pe măsură însă ce coloniștii rusofoni și-au redobândit în noul stat situația dominantă pe care o avuseseră pe vremea Uniunii Sovietice, impunându-și din nou punctele de vedere în domeniul istoriei și culturii, simbolurile latinității și cele ale românității au fost scoase dintre simbolurile statului și din spațiul public. Oportun deteriorată de mâini cu atât de curajoase, cu cât erau anonime și acționau noaptea, acest simbol al latinității poporului a fost demontat de pe soclu, și în ciuda faptului că unii donatori se oferiseră să o refacă, el zace acum în subsolul Muzeului.
Băștinașii mai îndrăzneți (sau mai „obraznici”, din punctul de vedere al organelor de securitate ale Partidului) nu s-au dat însă bătuți, și o nouă donație din partea „Ligii culturale pentru unitatea românilor de pretutindeni” a permis realizarea unei noi copii, care a fost reinstalată pe soclul ei la data de 1 Decembrie 2009.
| Copii ale statuii „Lupa Capitolina” din Roma | Copii ale statuii „Lupa Capitolina” din Roma | Copii ale statuii „Lupa Capitolina” din Roma    | Copii ale statuii „Lupa Capitolina” din Roma |
| Orașul                                       | Data                                         | Motivul politic                                 | Observații |
| -------------------------------------------- | -------------------------------------------- | ----------------------------------------------- | --- |
| Chișinău                                     | 1926                                         | Unirea Basarabiei și Bucovinei cu Țările Române | Topită în anul 1940 de trupele de ocupație sovietice. În 1990, la 1 Decembrie, înlocuită cu o copie dăruită de Liga Culturală. În 2009, la 1 Decembrie, înlocuită cu o a doua copie dăruită de Liga Culturală. |

## Franța
O replică a statuii lupoaicei i-a fost dăruită orașului Paris în anul 1962, cu ocazia înfrățirii sale cu Roma. Statuia este amplasată în Place Paul-Painlevé, din al V-lea arondisment. În Franța, statuia este cunoscută ca la Louve romaine (Lupoaica romană).
La Narbonne se găsește o altă replică a Lupoaicei, dăruită de Roma cu ocazia aniversării a 2.100 ani de la înființarea orașului.

## Statele Unite ale Americii
Pentru a capta bunăvoința americanilor, Benito Mussolini a trimis și în SUA câteva copii ale statuii.
În 1929, a trimis o copie cu ocazia convenției naționale a societății „Sons of Italy” (Fiii Italiei), la Cincinnati, Ohio. În 1931, aceasta a fost înlocuită cu o replică de demensiuni mai mari, care se găsește și în prezent în parcul Eden Park din Cincinnati. Legătura între Roma și Cincinnati constă în faptul că ambele orașe sunt construite pe șapte coline, iar numele de Cincinnati se trage de la un nobil roman din secolul al V-lea î.Hr., Cincinnatus Lucius Quinctius.,
O a doua copie a fost trimisă, tot în 1931, localității Rome din Georgia.
O a treia copie a fost trimisă la New York.

## Australia
La Perth, în Australia de Vest, se găsește un club, denumit Italian Club, la intrarea căruia străjuiește statuia de bronz a lupoaicei, ca dar din partea guvernului italian pentru comunitatea locală de imigranți italieni..

## Argentina
În Argentina, la Mar del Plata se găsește monumentul eroilor căzuți pentru Italia, monument sculpat de Vicente Albanese, în 1958, și finanțat de Asociația foștilor combatanți italieni.
O altă sculptură a lupoaicei se găsește în Grădina botanică din Buenos Aires

## Spania

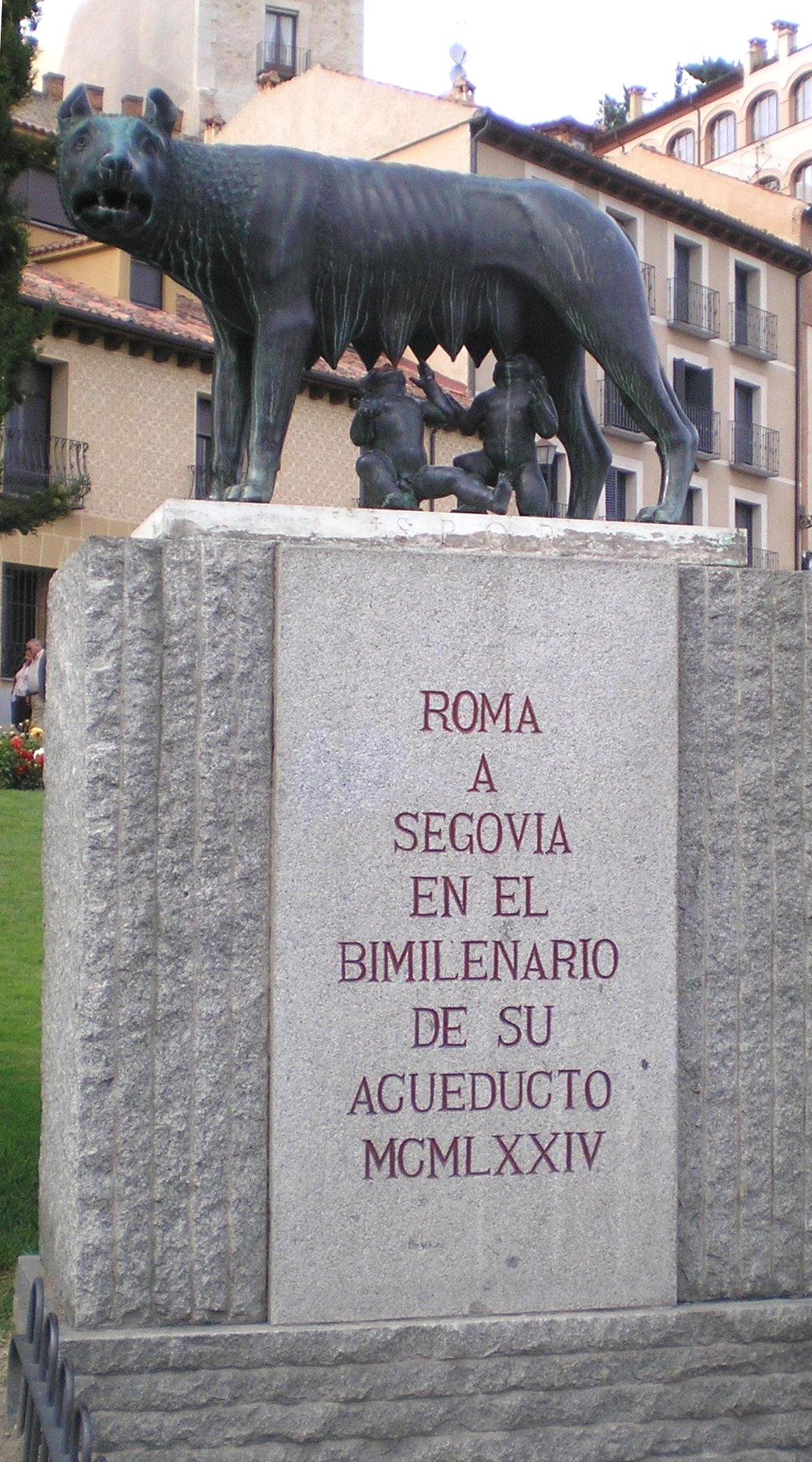
Lupoaica din Segovia

La Mérida, în Comunitatea Autonomă Extremadura, cu sprijinul ambadadorului italian Raniero Vagnni D´Archiarafi, în anul 1996 a fost ridicată o statuie cu o replică a lupoaicei.
Tot în Spania, la Segovia, în Plaza de la Artillería denumită și Plaza Oriental, se găsește o altă replică, având pe soclu textul Roma a Segovia en el bimilenario de su acueducto - MCMLXXIV, dăruită de Roma în anul 1974 cu ocazia sărbătoririi a 2.000 de ani de la construirea de către romani a apeductului din localitate., 

## Japonia
În parcul Hibiya din Tokyo este expusă o copie a statuii lupoaicei, dăruită Japoniei în martie 1938 de ambasada Italiei.,

## Italia

Lupa Capitolina din Aquileia

Lângă biserica din Aquileia se găsește o copie a statuii lupoaicei.
O copie a statuii de la Roma este amplasată în localitatea Pisa, în apropiere de Turnul din Pisa.
Lupoaica cu cei doi prunci sugând este și simbolul localității Siena, cunoscută ca La lupa senese. Atâta doar că legendele locale spun că cei doi copii care sug sunt fondatorii Sienei, Aschio și Senio, fiii lui Remus, fugiți din Roma., Statuia a fost înălțată în anul 1610 și se află în piața străjuită de Chiesa di San Cristoforo și Palazzo Tolomei..
Lupa capitolina a fost utilizată ca logo pentru Jocurile Olimpice de vară din 1960, desfășurate la Roma.